# Baranówka (województwo lubelskie)
Baranówka – wieś w Polsce położona w województwie lubelskim, w powiecie lubartowskim, w gminie Lubartów. Miejscowość leży na lewym brzegu Wieprza przy drodze wojewódzkiej nr 829, w odległości 6,5 km od Lubartowa.
Wieś stanowi sołectwo gminy Lubartów. Według Narodowego Spisu Powszechnego (III 2011 r.) wieś liczyła 279 mieszkańców.
Prywatna wieś szlachecka, położona w województwie lubelskim, w 1739 należała do klucza Lubartów Lubomirskich. W latach 1975–1998 miejscowość administracyjnie należała do ówczesnego województwa lubelskiego.
Urodził się tutaj Józef Mazurek (bł. o. Alfons Maria od Ducha Świętego OCD).
Wierni Kościoła rzymskokatolickiego należą do parafii Miłosierdzia Bożego w Łucce.